# Villa Carlotta
La villa Carlotta est une villa néoclassique italienne située sur les rives du lac de Côme, en Italie. Elle abrite une riche collection d'art et est célèbre pour son vaste jardin botanique, qui fait partie des grands jardins italiens.
Initialement appelée villa Clerici, elle a commencé à être construite en 1690 sur ordre du marquis George II Clerici, alors un sénateur milanais. En 1801, elle a été achetée par le directeur de la République cisalpine, Gian Battista Sommariva, et a immédiatement entamé un processus de rénovation intérieure. Les artistes les plus prestigieux de l'époque ont été engagés pour cette tâche. Après sa rénovation, elle est devenue l'une des villas les plus distinguées de l'Europe du XXe siècle, étant le lieu de prédilection pour des personnalités illustres telles que Stendhal, Lady Morgan et Gustave Flaubert. En 1843 elle a été achetée pour Marianne de Nassau, princesse des Pays-Bas et épouse d'Albert de Prusse, qui a ensuite offert la villa en 1847 à sa fille, Charlotte de Prusse, à l'occasion de son mariage avec Georges II, duc de Saxe-Meiningen. La villa porte ainsi le nom de Carlotta (Charlotte).
Après le début de la Première Guerre mondiale, la villa, en tant que propriété des citoyens d'Etats ennemis, a été soumise à un syndicat et a traversé une période de turbulence. Enfin, en 1927, par décret royal, l'Ente Villa Carlotta a été constituée, qui est chargée de gérer la villa et son vaste jardin.

## Histoire

### Sous les Clerici
La famille Clerici était famille noble milanaise d'origine rurale. Son fondateur, George Ier, était un important marchand de soie, tandis que ses fils, Pedro Antonio et Carlo Ludovico, sont devenus marquis. Carlo devient propriétaire de nombreux domaines dans le duché de Milan. George II, troisième marquis de Cavenago et fils de Carlo devient sénateur de Milan en 1684.
La villa, initialement appelée villa Clerici, a commencé à être construite 1690 sous ordre du marquis George II Clerici, dans le but de retourner sur la terre de ses ancêtres, probablement près du lac de Côme. La villa a été achevée a 1695 (le jardin est mentionné pour première fois a 1699). À la mort de George, le domaine familial passa à son petit-fils, Antoine George, IVe marquis de Cavenago et chevalier de l'ordre de la Toison d'or, qui acheva la construction en 1745. À sa mort, après avoir dissipé le patrimoine familial en construisant la villa Clerici à Milan, la propriété est passée à sa fille, Claudia Caterina, épouse du marquis de Saronno. Claudia se vit cependant contrainte de vendre le domaine familial en 1801.

### Sous Sommariva
En 1801, la villa été achetée par Gian Battista Sommariva, homme politique et ami proche de Napoléon Bonaparte. En 1802, après la nomination de Francesco Melzi au poste de vice-président de la République italienne nouvellement instaurée, Sommariva décide de se consacrer à la collection d'art. Cela l'a mis en contact avec les artistes plus illustres de son temps, tels qu'Antonio Canova, Jacques-Louis David, Anne-Louis Girodet, Pierre Paul Proud'hon et Bertel Thorvaldsen.
La villa a subi un processus de rénovation en 1802, au cours duquel la balustrade du toit a été construite, l'horloge a été ajoutée à la façade et sous celle-ci un petit balcon. Expropriée en 1921, elle appartient depuis 1927 à un organisme communautaire qui en assume la gestion. La ville est ouverte au public sur deux étages. On y retrouve le mobilier et plusieurs œuvres.

## Le jardin
Le jardin botanique couvre une superficie d'environ 8 ha et se compose de plusieurs sections différentes. Immédiatement autour de la villa, en direction du lac, le jardin italien s'étends avec des haies taillées et des pergolas, des orangers et des camélias. Les rhododendrons et 150 variétés d'azalées fleurissent sur la pente. La propriété abrite également des cèdres, des palmiers, des séquoias, des platanes et autres plantes exotiques. Il y a également une bambouseraie de 3 000 m2 qui abrite plus de 25 espèces différentes de bambous. Une serre, qui servait autrefois à conserver les agrumes pendant l'hiver, a été transformée en musée des vieux outils agricoles.
On accède au jardin et à la villa par le double escalier du XVIIe siècle qui mène à une terrasse avec vue sur le lac. Au pied de l'escalier, une fontaine dite aux nains de style baroque marque le début du jardin ancien.